# ジェイク・イルニッキー
ジェイク・イルニッキー（Jake Ilnicki、1992年2月24日 - ）は、メジャーリーグラグビー、シアトル・シーウルブズに所属するラグビー選手。

## プロフィール
- カナダ・ブリティッシュコロンビア州ウィリアムズ・レイク出身[1]。
- ポジションはプロップ(PR)。
- 身長 180cm、体重 125kg
- U20カナダ代表に選ばれたことがある[2]。
- カナダ代表キャップは38（2021年2月現在）でワールドカップ2015・2019のカナダ代表に選ばれた[3]。

## 略歴
NSWカントリーイーグルス、サンディアゴ・ブレイカーズ、マヌカウ、ノーサンプトン・セインツ、ニューカッスル・ファルコンズ、ヨークシャー・カーネギーを経て、2019年、シアトル・シーウルブズに加入。